# Mary Karadja
Fürstin Mary Karadja (geboren als Marie Louise Smith, 12. März 1868 in Stockholm; gestorben 7. September 1943 in Locarno) war eine schwedische Spiritistin und Antisemitin.

## Leben
Marie Louise Smith war die jüngste Tochter des Schnapsfabrikanten und Politikers Lars Olsson Smith und der Maria Lovisa Collin. Sie erhielt ihre großbürgerliche Erziehung in einem Genfer Pensionat.

Sie heiratete 1887 den Phanarioten und Diplomaten des Osmanischen Reichs Fürst Jean Constantin Karadja Pascha (1835–1894), der in Stockholm, Den Haag und London tätig war. Ihr dritter Sohn Constantin Karadja wurde rumänischer Diplomat. 

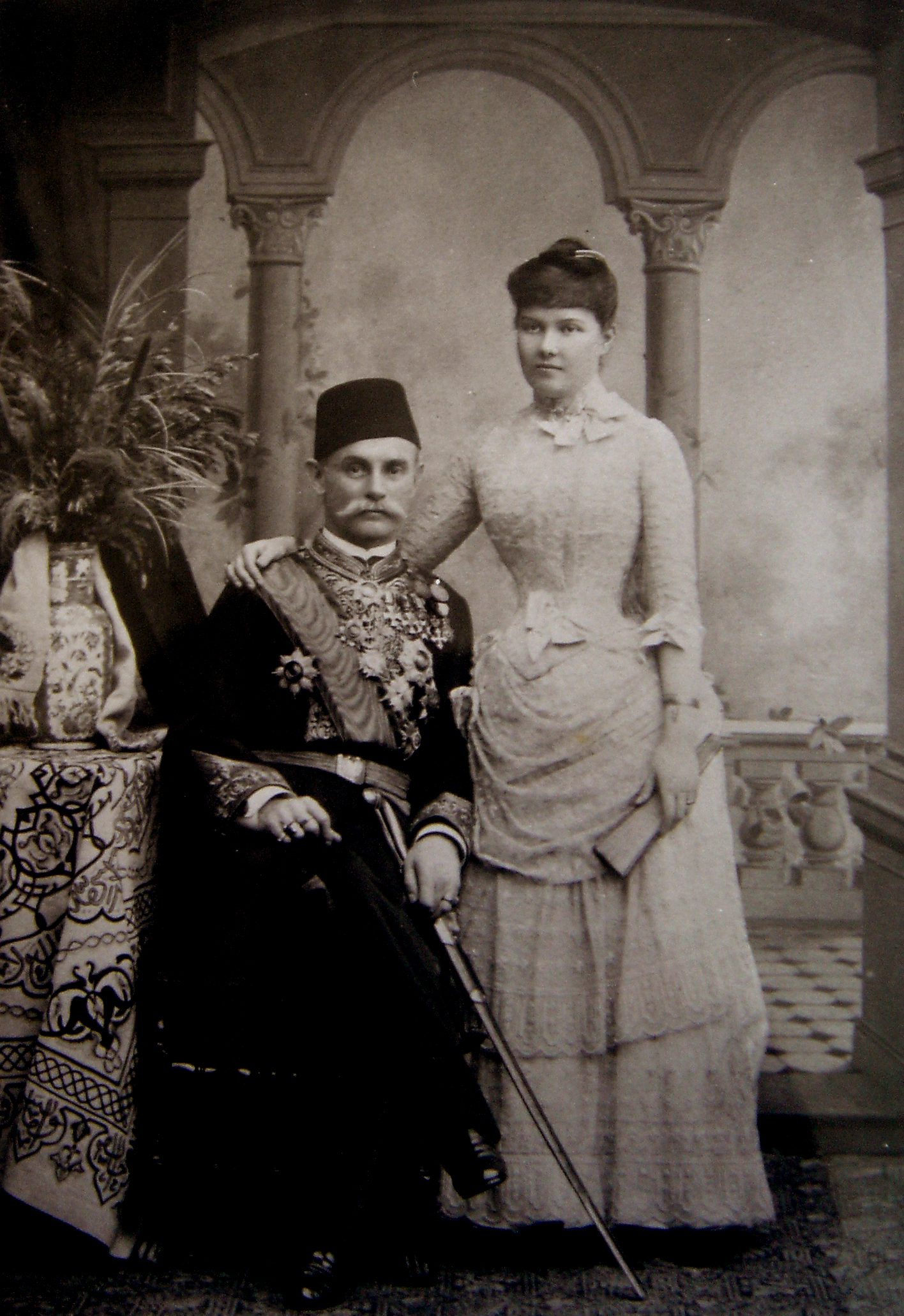
Mary Karadja mit ihrem Ehemann Jean Karadja Pascha

Nach ihrer frühen Verwitwung wandte sie sich dem Spiritismus zu und gab 1902 bis 1904 kurzfristig eine spiritistische Zeitschrift heraus, an der auch Lizzy Lind-af-Hageby beteiligt war. Karadja lebte in den Niederlanden, Großbritannien, Belgien und Frankreich und ab 1928 in Locarno, wo sie in ihrer Villa Lux auch dank ihres Vermögens zum Mittelpunkt eines weitverzweigten Netzes von Antisemiten wurde. Sie korrespondierte mit Edwin Cooper, Henry Coston, Leslie Fry und Herman de Vries de Heekelingen. Enge Kontakte hatte sie zu Henry Hamilton Beamish und dessen Unterstützer Arthur Kitson. Karadja propagierte den von Beamish in den frühen 1920er Jahren entworfenen Madagaskarplan zur Deportation der Juden.
In Deutschland hatte sie Kontakt zu Fanny von Wilamowitz-Moellendorff und deren Schwester Carin Göring. Sie belieferte den von Ulrich Fleischhauer und Georg de Pottere gegründeten Welt-Dienst mit Nachrichten und nahm 1934 an einem Kongress der „Pan-arischen Bewegung“ in Erfurt teil. Karadja war Präsidentin der von ihr 1934 gegründeten „Christlich-Arischen Schutz-Liga“, die Länderkomitees in der Schweiz, in Frankreich, Jugoslawien, Rumänien, Schweden, England und den USA hatte.
Während des Berner Prozesses gab sie 1934 unter dem Pseudonym W. Creutz im Pariser Verlag Coston eine Kampfschrift zur vermeintlichen Echtheit der Protokolle der Weisen von Zion heraus, die sie auch in Schwedisch und Englisch erscheinen ließ.
Karadja setzte den russisch-deutschen Publizisten Eugen Erwin Brandt (1889–1961), der ihre Schriften ins Russische übersetzte, als Verwalter ihres literarischen Nachlasses ein.

## Schriften (Auswahl)
- Étincelles. Paris, 1892 (französisch)
- Seger – Skådespel i tre akter. Stockholm : Fritzes, 1897
- A.B.C. Poste Restante – a farcical comedy in three acts. London 1897
- Fulingens kärlekssaga – berättelser. Stockholm : Svanbeck Förlag, 1899
- Spiritistische Phaenomene und Spiritualistische Offenbarungen von Mary Karadja. M. Spohr, 1900
- Mot ljuset. Stockholm : Varia Förlag, 1899
  - Zum Licht. Übersetzung Alfred Wocher von Trauchburg. Leipzig, 1900
  - Zum Licht : Ein mystisches Gedicht. Übersetzung Theodor Grell. Oerlikon-Zürich : Gustav Meier, 1934
- Två själars saga. Stockholm : Varia Förlag, 1900
- Neo-Gnostikernas samfund – tal hållet vid stiftelsefesten 28 november 1912 hos vicepresidenten fru Hanna von Koch. Stockholm 1913
- W. Creutz: Les protocoles des sages de Sion (Einführung). Paris : Les nouv. éd. nationales, 1934
- Die esoterische Bedeutung der sieben Sakramente. Schäffern : Arcturus, 2017